# フィリベール・リヴィエール氏の肖像
『フィリベール・リヴィエール氏の肖像』（フィリベール・リヴィエールしのしょうぞう、仏: Portrait de Monsieur Philibert Rivière, 英: Portrait of Philibert Rivière）は、フランス新古典主義の巨匠ドミニク・アングルが1805年に制作した肖像画である。油彩。フランス第一帝政の宮廷付き文官フィリベール・リヴィエール・ド・リル（Philibert Rivière de L'Isle）を描いている。アングル初期を代表する肖像画の1つで、ローマのフランス・アカデミーへ留学する前に制作された。『リヴィエール夫人の肖像』（Portrait de Madame Rivière）、『リヴィエール嬢の肖像』（Portrait de Mademoiselle Rivière）とともにリヴィエール家の家族の肖像画を形成している。現在はいずれもパリのルーヴル美術館に所蔵されている。

## 制作経緯
フィリベール・リヴィエールはパリ郊外のサン＝ジェルマン＝アン＝レーに住む裕福な貴族で、妻マリ＝フランソワーズ＝ジャケット＝ビビアンヌ・ブロ・ド・ボールガール（Marie-Françoise-Jacquette-Bibiane Blot de Beauregard）との間に娘カロリーヌ（Caroline）と息子がいた。この家族の肖像画はリヴィエールによって依頼されたものである。リヴィエール家の肖像画の制作は若いアングルにとって公的な肖像画を描くまたとない機会であるとともに、画家として成長するうえでの良い課題となった。それまでアングルが描いた肖像画といえば、前年に制作した『第一執政官ナポレオン・ボナパルト』（Napoléon Bonaparte en premier consul）を除くと、親しい友人や家族を描いたものが多く、習作の域を出ないものばかりであったが、リヴィエール家の場合はモデルの人柄や環境など上流階級の豊かさを細部にわたって入念に描くことが求められた。

## 作品

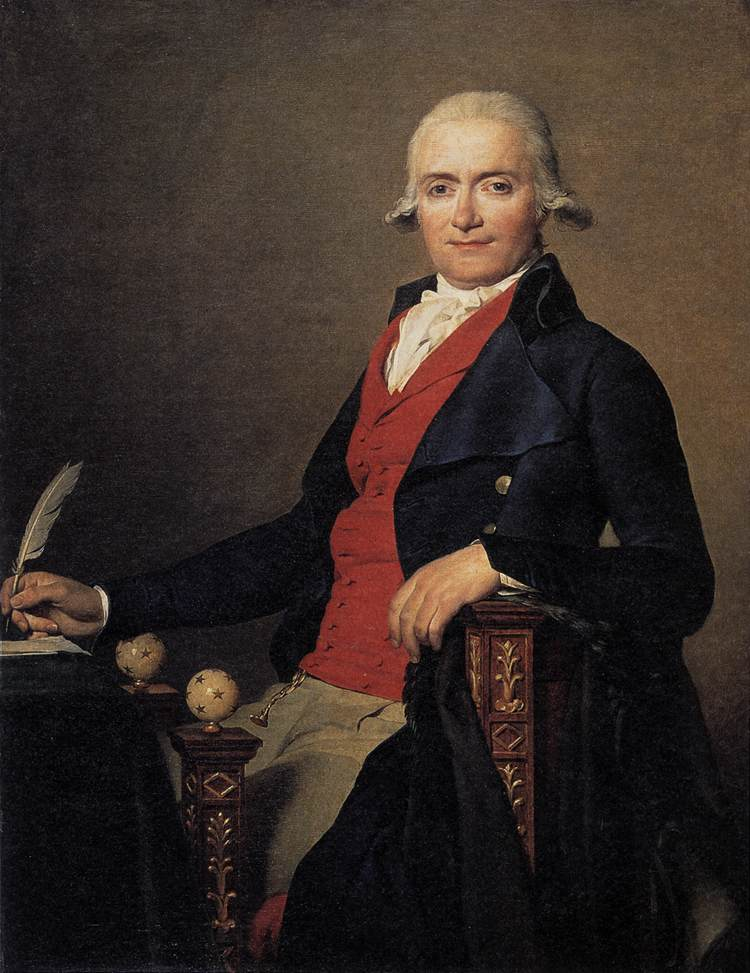
ジャック＝ルイ・ダヴィッドの『ガスパール・マイエルの肖像』。1795年。ルーヴル美術館所蔵。

アングルは四分の三正面の角度で机の前の肘掛け椅子に座るリヴィエールを描いている。リヴィエールは黒いフロックコートにネクタイを着用し、白いパンツとストッキングをはいている。彼の衣装には清潔感と素朴さがあり、肖像画には心地よい世俗的な優雅さを備えている。彼は気軽な様子で背もたれにもたれ掛かりながら、左手をフロックコートの内側に入れて足を組み、鑑賞者に向けて笑顔を見せている。リヴィエールが座っている肘掛け椅子は磨き込まれたマホガニーを使用しており、肘掛けの先端部分には獅子の頭の意匠が施され、肘掛けの上に置かれた右手はこの先端部分を覆っている。右手の指には2つの指輪がはめられており、人差し指には繊細な浮彫りが施されたカメオの指輪が、小指には金の指輪がはめられている。腰には金の時計飾りを身に着けている。赤いテーブルクロスで覆われた机の上には哲学者ジャン＝ジャック・ルソーの著書や、モーツァルトの楽譜、ラファエロ・サンツィオの『小椅子の聖母』（Madonna della Seggiola）の版画を重ねて置き、リヴィエールが教養ある人物であることを示している。
アングルはリヴィエールの肖像画を描くにあたり、師であるジャック＝ルイ・ダヴィッドの1795年の『ガスパール・マイエルの肖像』（Portrait de Gaspard Mayer）を参照している。しかしアングルの作品はダヴィッドの直截的な肖像画に比べてより豊かであり複雑である。背景の壁面の艶消しの灰色や、テーブルクロスの控えめな赤、服装の黒や白、ベージュなどからは素朴な印象を受けるが、肖像画の細部は繊細かつ静かに豊かさを主張している。それは控えめではあるが『第一執政官ナポレオン・ボナパルト』と同じ豪奢さを想起させる。リヴィエールの衣装の清潔さは荘重感を生む一方で、かすかに光を反射する銀のボタンや、金の時計飾り、金の指輪と微妙に対照を示している。
肘掛け椅子は簡素ではあるが幾何学的である。肘掛けの獅子の意匠は片方が手で隠されることで、華美と単調さの重複を避けることにつながる。テーブルクロスも椅子の下方に金色の房飾りが垣間見えるように描くことで単調さに対する配慮がなされている。
圧縮された空間に豊かな平面性を展開することへの執着は『リヴィエール夫人の肖像』ほどではないものの、本作品でもやはり確認することができる。肘掛椅子の背もたれと座面が画面の縁に接近したり、背景の壁面が画面下部まで連続していることや、直角に組まれたリヴィエールの左足の膝を画面の内側に収めていることによって空間は圧縮され、さらに画面左下に記された署名と年記によってより平坦さを強調しており、こうした工夫がそれぞれの物体を空間の中に安定させている。こうした空間の圧縮は微細に描きこまれたカメオの指輪の浮彫やラファエロの版画にも反映されている。
ラファエロの版画はアングルの最初の師ジョゼフ・ロックがイタリアから持ち帰ったものであり、アングルに不動のラファエロ賛美を生み出させるきっかけとなった作品である。この描写は若いアングルの中にすでにラファエロ賛美が芽生えていることを示しており、アングルはこれ以降の作品、フォッグ美術館所蔵の『ラファエロとフォルナリーナ』（Raffaello e la Fornarina, 1814年）やパリ市立プティ・パレ美術館所蔵の『面会を許されたスペイン大使を前に息子たちと遊ぶアンリ4世』（Henri IV jouant avec ses enfants au moment où l'ambassadeur d'Espagne est admis en sa présence, 1817年）でもラファエロの『小椅子の聖母』を描き込んでいる。

## 来歴
3点の肖像画は翌1806年にサロンで展示された。1870年に義理の娘であるポール・リヴィエール夫人ソフィー・ロビヤール（Madame Paul Rivière, née Sophie Robillard）によってルーヴル美術館に遺贈された。

## ギャラリー

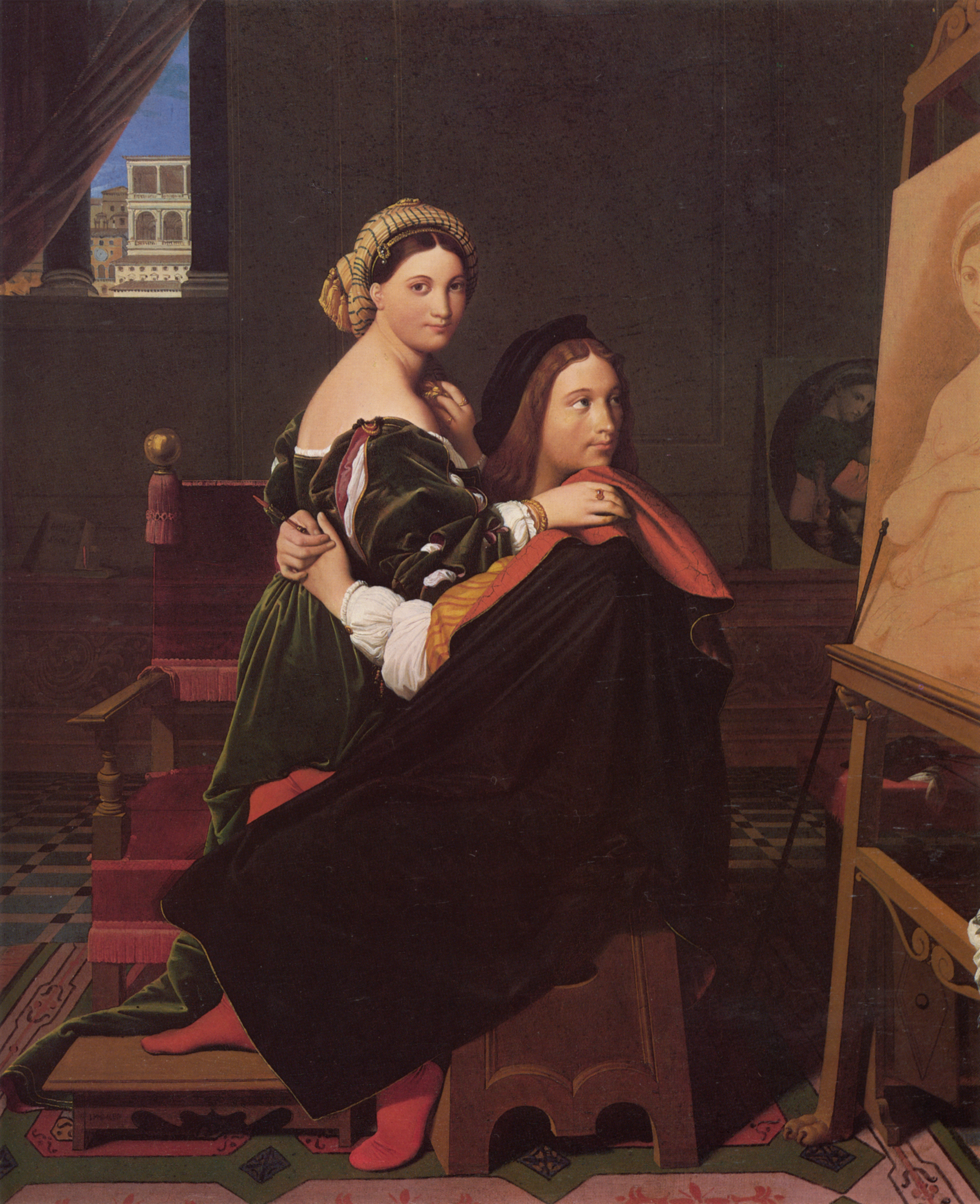
『ラファエロとフォルナリーナ』1814年 フォッグ美術館所蔵
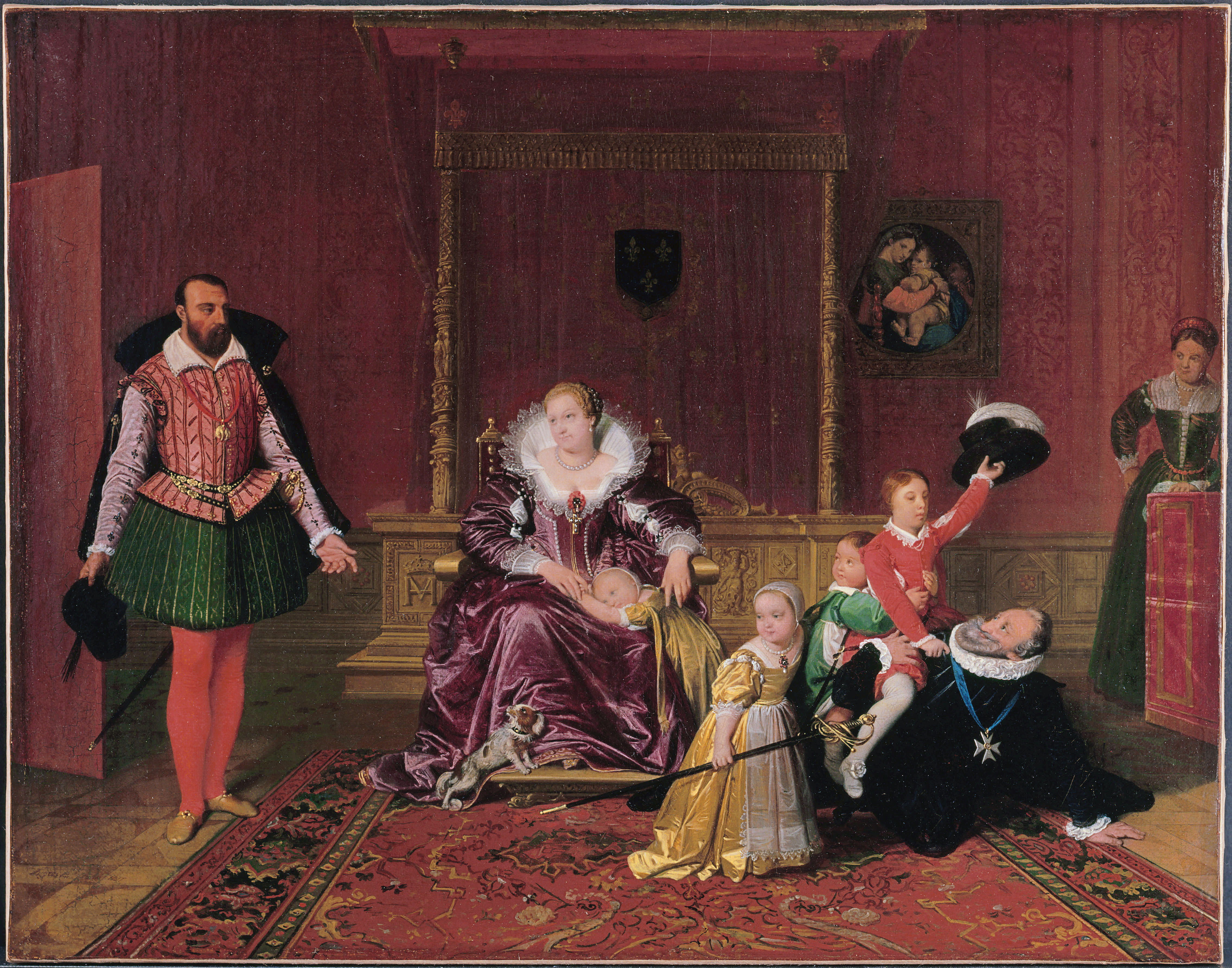
『息子たちと遊ぶアンリ4世』1817年 パリ市立プティ・パレ美術館所蔵

リヴィエール家の肖像と額縁

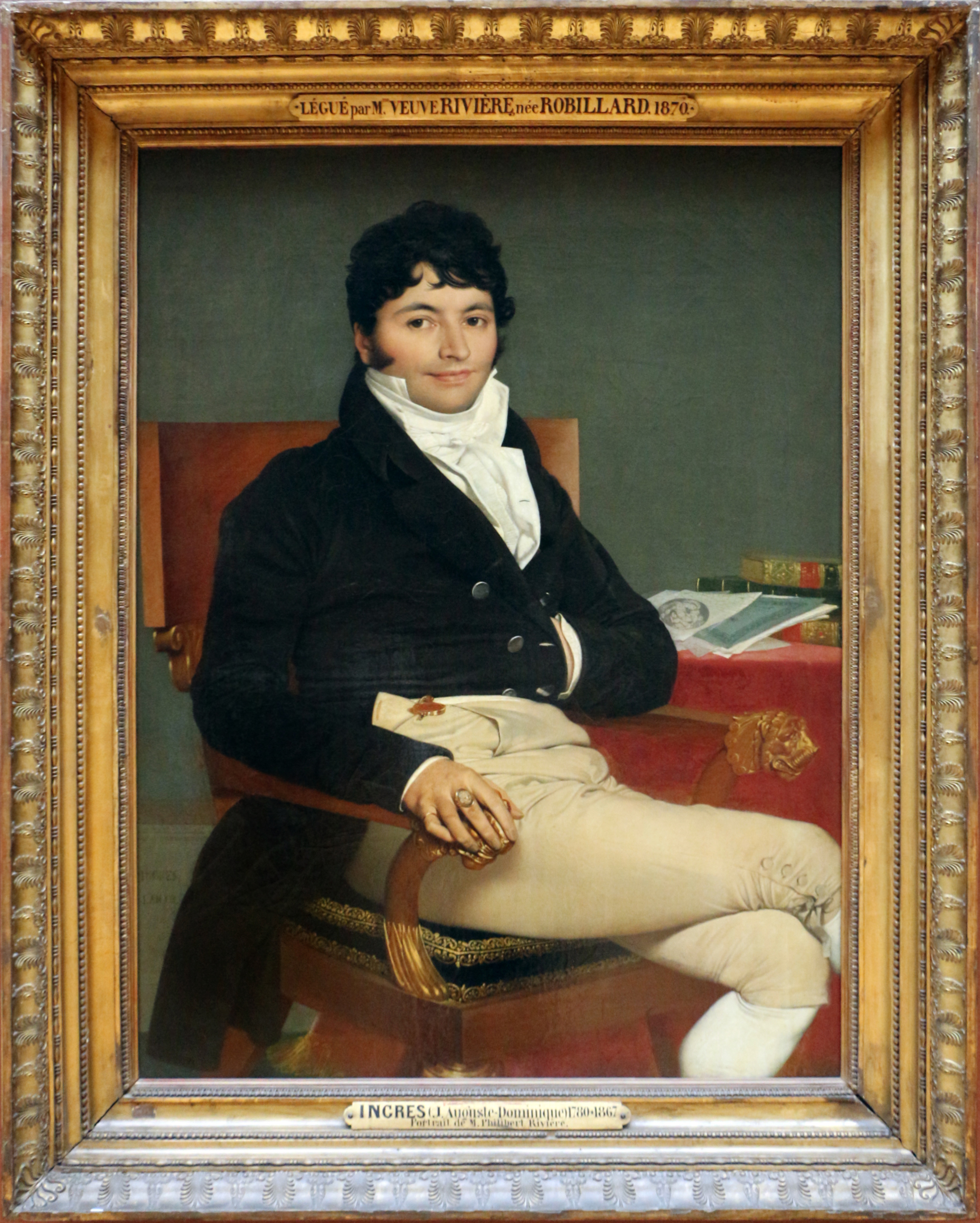
『フィリベール・リヴィエール氏の肖像』
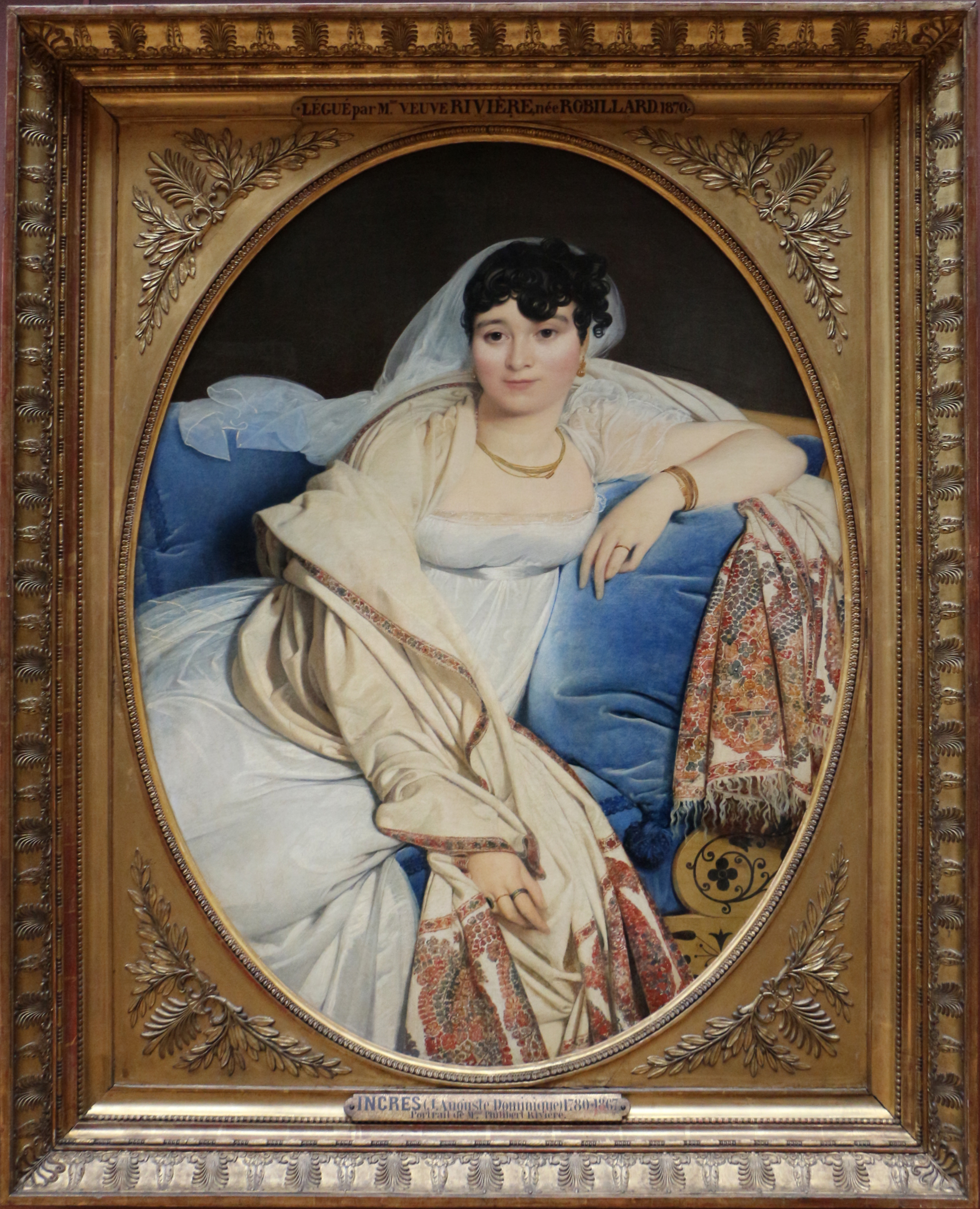
『リヴィエール夫人の肖像』
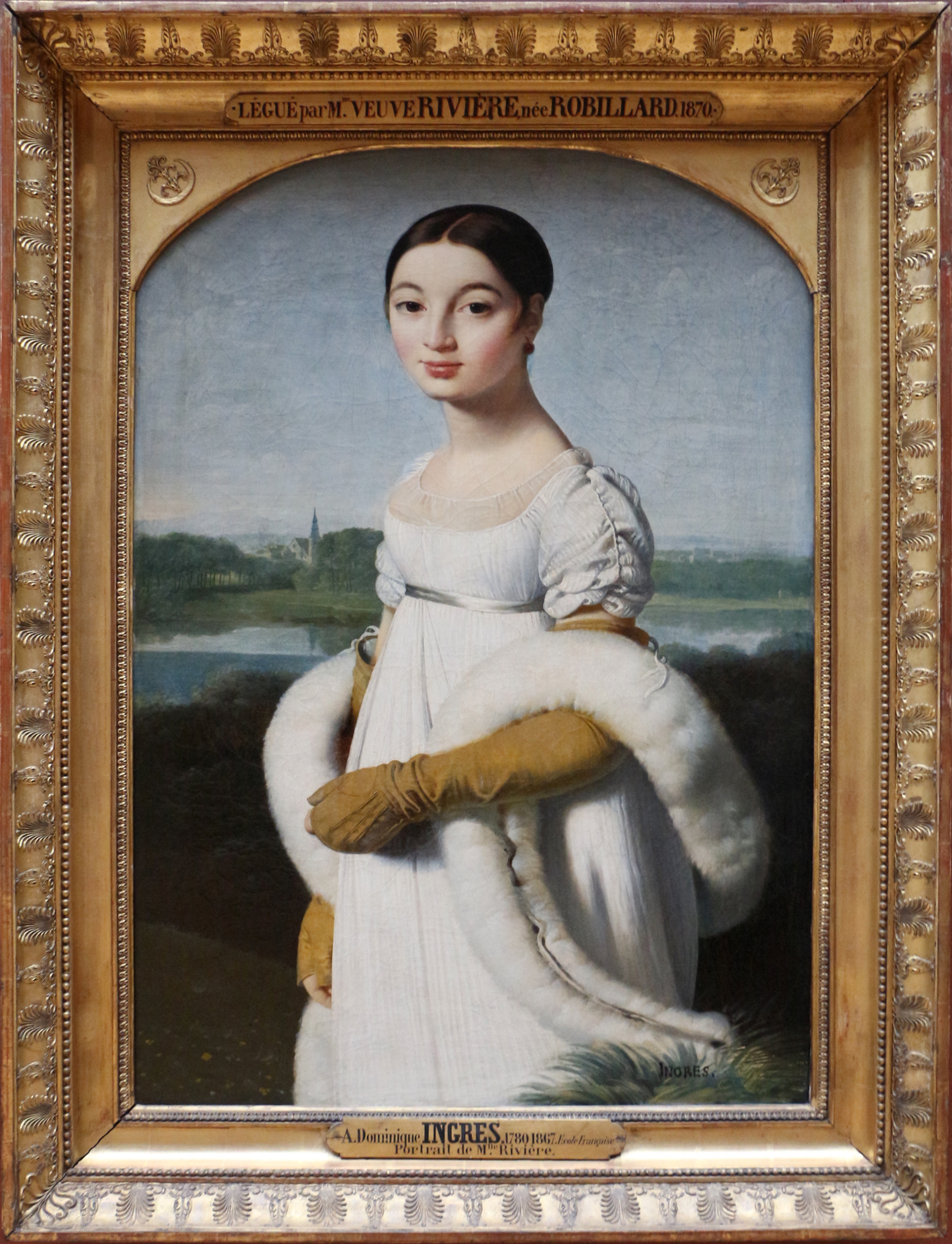
『リヴィエール嬢の肖像』

ディテール

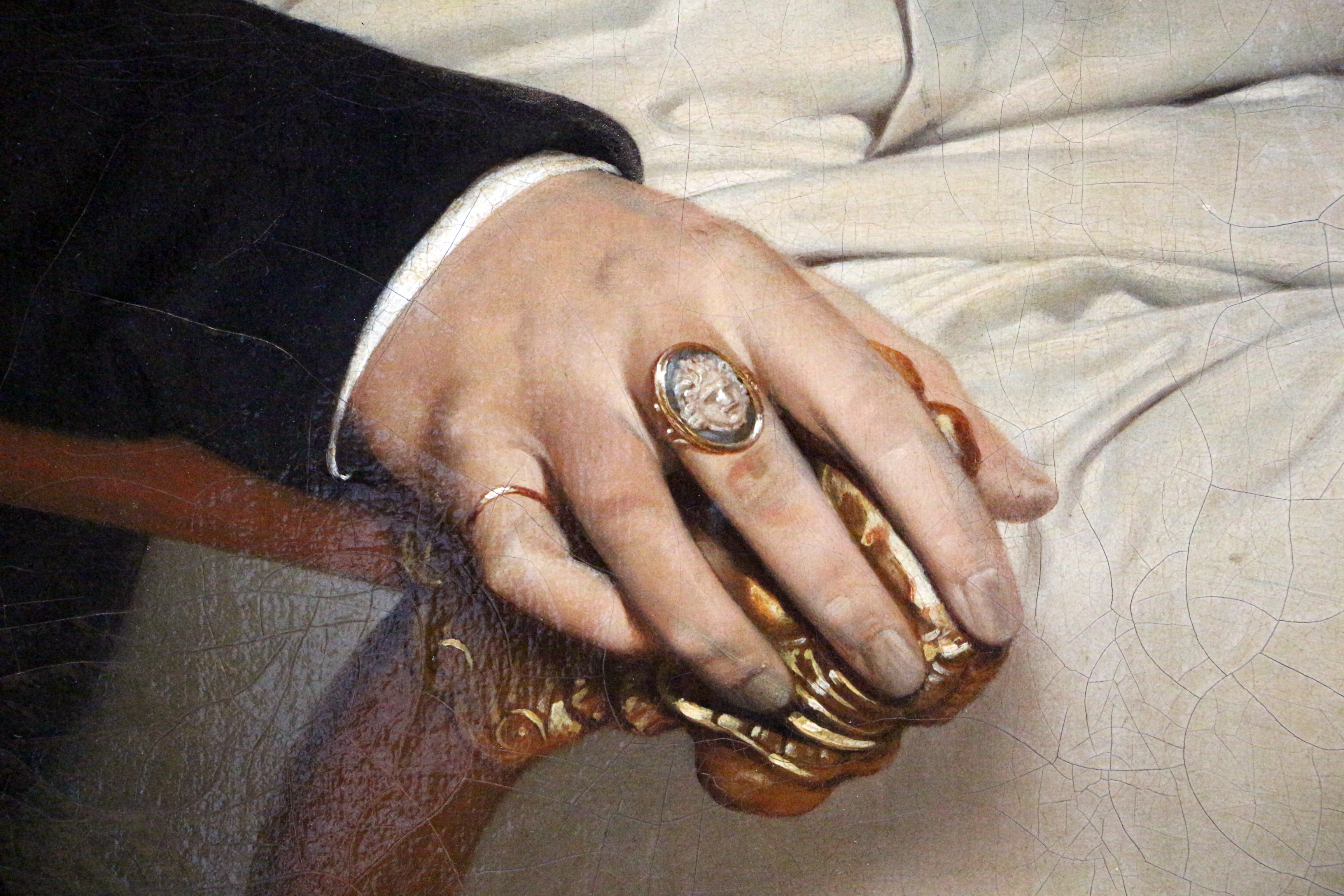
右手の指輪
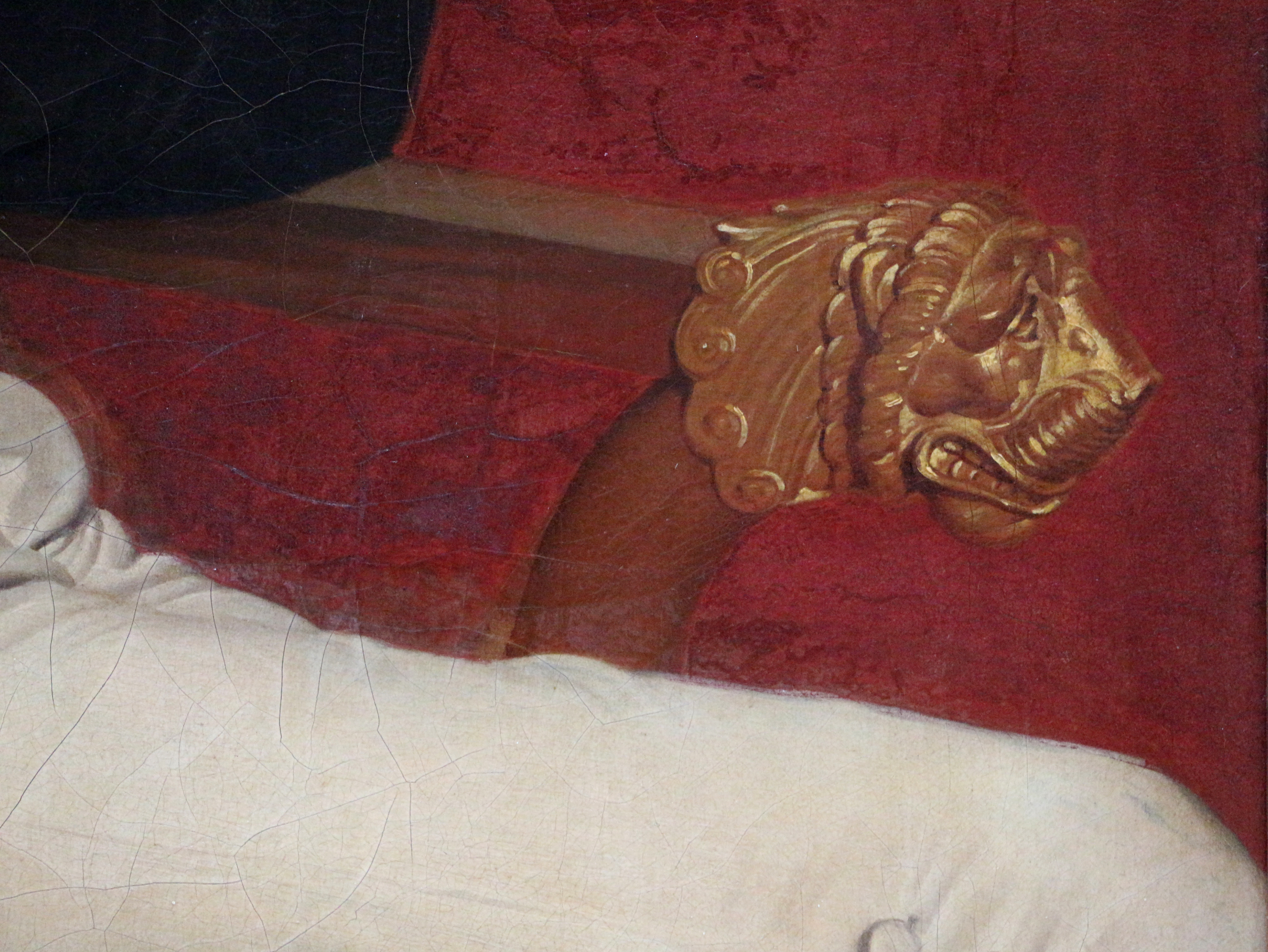
肘掛けの獅子頭の装飾
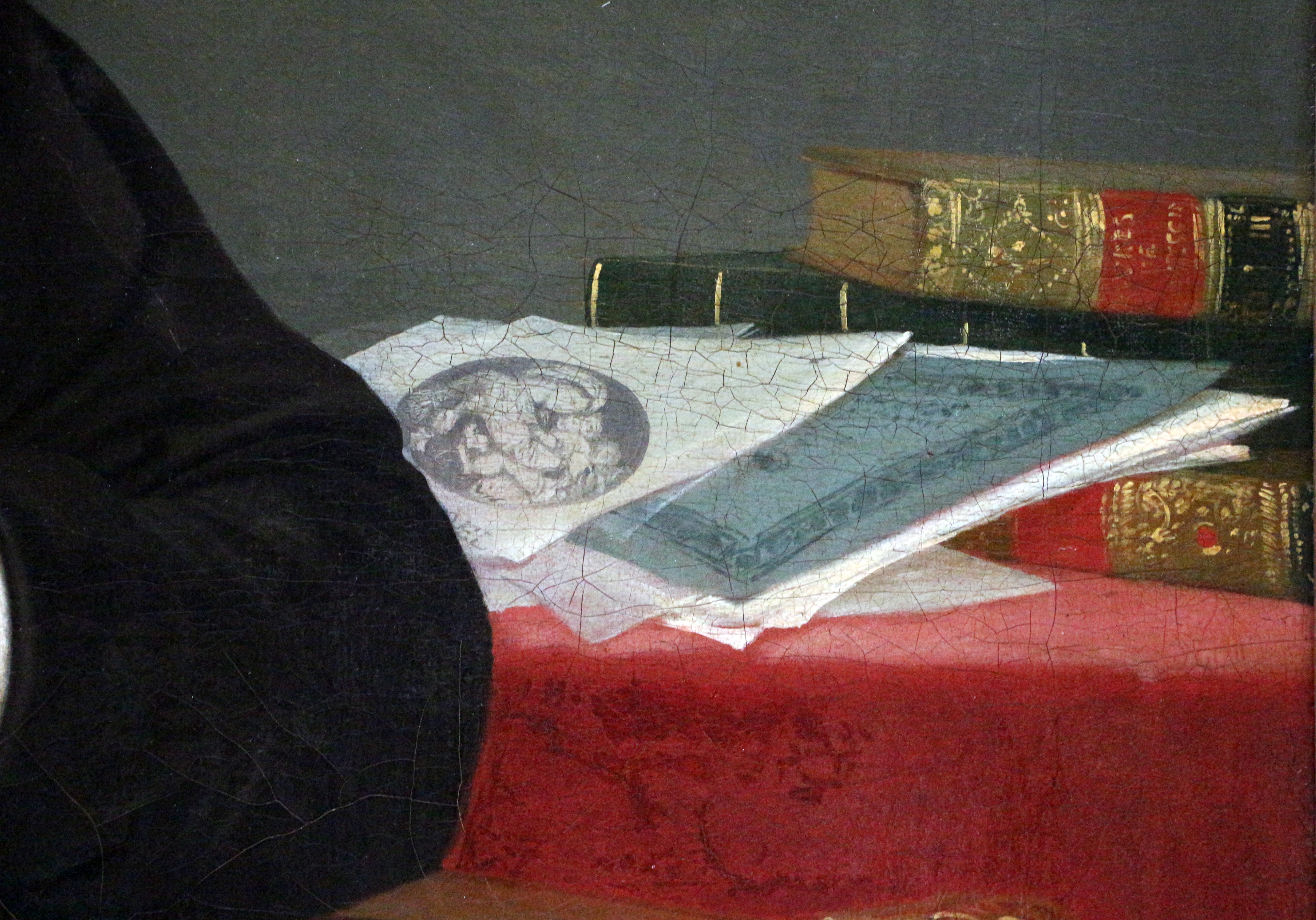
机の上の書物とラファエロ・サンツィオの『小椅子の聖母』の版画

『小椅子の聖母』を描きこんだ他のアングル作品
- 『ラファエロとフォルナリーナ』1814年 フォッグ美術館所蔵[8]
- 『息子たちと遊ぶアンリ4世』1817年 パリ市立プティ・パレ美術館所蔵[9]